# Sighu
Sighu (auch Lesighu und Mississiou) ist eine Bantusprache und wird von circa 1000 Menschen in Gabun im Gebiet zwischen Koulamoutou und Lastoursville in der Provinz Ogooué-Lolo gesprochen (Zensus 1990).
Sighu gilt als bedrohte Sprache.

## Klassifikation
Sighu ist eine Nordwest-Bantusprache und gehört zur Kele-Gruppe, die als Guthrie-Zone B20 klassifiziert wird.